# Hallocks Mill Brook
Hallocks Mill Brook, in. Hallock's Mill Brook bądź Mohansic Brook – rzeka w Stanach Zjednoczonych, w stanie Nowy Jork, w hrabstwie Westchester. Jest dopływem rzeki Muscoot. Zarówno długość cieku, jak i powierzchnia zlewni nie zostały oszacowane przez USGS.